# Norsk Hydro
Norsk Hydro ASA — норвежская металлургическая компания. Специализируется на производстве алюминия и электроэнергии. Штаб-квартира расположена в Осло.
В списке крупнейших компаний мира Forbes Global 2000 за 2024 год заняла 1243-е место.

## История
Компания была основана Самюэлем Эйде в 1905 году под названием Norsk hydro-elektrisk Kvælstofaktieselskab, первоначально занималась производством азотных удобрений с использованием построенных на водопадах электростанций (фиксация атмосферного азота по процессу Биркеланда—Эйде требует большого количества электроэнергии). Позже были открыты заводы по производству других видов удобрений, один из них производил тяжёлую воду как побочный продукт синтеза аммиака; этот завод был уничтожен в ходе атаки на Веморк. Другие предприятия также пострадали во время Второй мировой войны, после её окончания государство приобрело контрольный пакет акций и начало трансформировать компанию в промышленный конгломерат. В 1951 году было начато производство магния и поливинила, в 1967 году — алюминия. В конце 1960-х годов Norsk Hydro совместно с Elf Aquitaine и другими компаниями начала разведку нефти и газа в Северном море. В 1980-х годах был куплен или создан ряд нефтехимических предприятий в Великобритании, Швеции, Франции и Сингапуре. Подразделение удобрений также было расширено за счёт покупок компаний в Нидерландах, Германии, Франции, Швеции и Великобритании. К началу 1990-х годов дочерняя компания Hydro Aluminum стала пятым крупнейшим в мире производителем алюминия. Ещё одним направлением деятельности стала аквакультура, в частности разведение лосося (продано в конце 1990-х годов). В 1990-х годах компания продолжила расширять подразделения нефтедобычи, удобрений и цветных металлов, крупнейшим приобретением десятилетия для неё стала покупка в 1999 году третьей по величине нефтедобывающей компании Норвегии Saga Petroleum.
В 2004 году подразделение удобрений было выделено в самостоятельную компанию Yara.
В декабре 2006 советы директоров компаний Norsk Hydro и Statoil приняли решение об объединении своих нефтегазовых активов. 1 октября 2007 сделка по объединению была завершена и новая компания получила название — StatoilHydro. Акционеры Statoil получили 67,3 % в объединённой компании, владельцы бумаг Norsk Hydro — 32,7 %. Крупнейшим совладельцем новой компании стало правительство Норвегии, которое получило около 62,5 % акций. Руководителем объединённой компании стал глава Statoil Хельге Лунд, а председателем совета директоров — глава Hydro Эйвинд Рейтен.

## Собственники и руководство

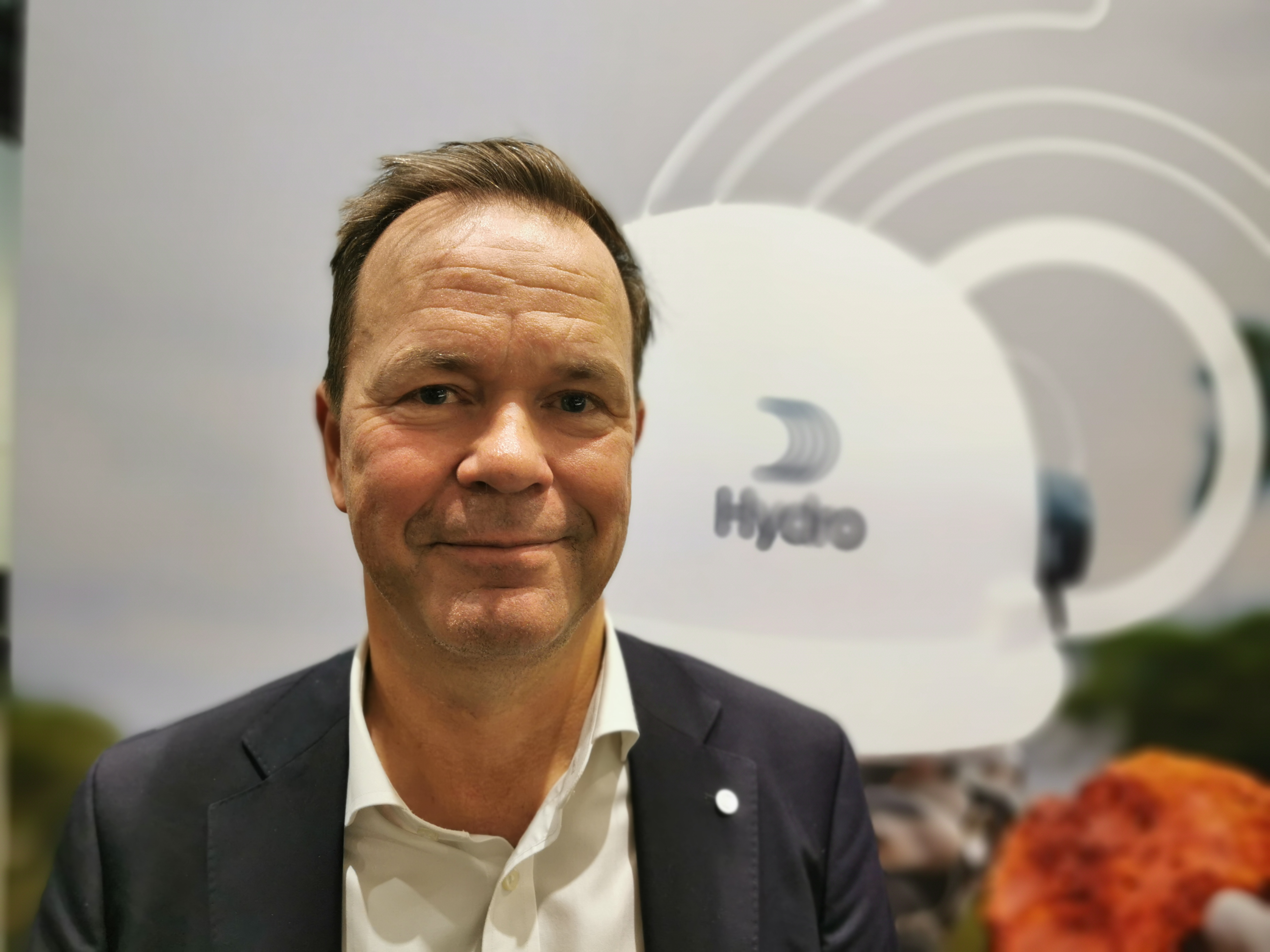
Эйвинд Каллевик на ALUMINUM 2024

Основные акционеры Norsk Hydro: правительство Норвегии (Министерство торговли, промышленности и рыбного промысла, 34,6 %), ещё 7 % принадлежит государственному пенсионному фонду Норвегии. Рыночная капитализация на бирже в Осло на 18 декабря 2006 года составляла $38,16 млрд, на май 2022 года — 140 млрд крон ($14 млрд).
- Руне Бьерке (Rune Bjerke, род. 17 июня 1960 года) — председатель совета директоров с 2024 года, член совета с 2020 года. Ранее, с 2007 по 2019 год, был генеральным директором финансовой группы DNB ASA.
- Эйвинд Каллевик (Eivind Kallevik, род. в 1967 году) — президент и главный исполнительный директор с мая 2024 года, в компании с 1998 года.

## Деятельность
Norsk Hydro специализируется на производстве алюминия (третья в мире компания по производству этого металла). Компания ведёт операции в 40 странах по всему миру. В 2021 году производство оксида алюминия составило 6,3 млн тонн, чистого первичного алюминия — 2,2 млн тонн, переработано вторичного алюминия — 1,4 млн тонн.
Основные подразделения по состоянию на 2021 год:
- Бокситы и оксид алюминия — добыча бокситов в бразильском штате Пара, часть бокситов покупается у компании Vale, там же находится один из крупнейших в мире заводов по переработке бокситов Alunorte (принадлежит Norsk Hydro).
- Алюминий — производство чистого алюминия из оксида на предприятиях в Норвегии, Словакии, Катаре, Австралии, Канаде и Бразилии.
- Рынки металла — переработка алюминиевого лома в Германии и торговля готовыми изделиями.
- Экструзия — производство алюминиевых изделий методом экструзии; 20 предприятий в Европе, Северной и Южной Америке.
- Энергия — производство электроэнергии на гидро-, ветряных и солнечных электростанциях; оператор 39 гидроэлектростанций в Норвегии общей мощностью 2,7 ГВт.

Выручка за 2021 год составила 149,7 млрд норвежских крон (15 млрд долларов), из них 34,2 млрд крон пришлось на США, 13,9 млрд крон — на Германию, 8,8 млрд крон — на Бразилию, 7,7 млрд крон — на Испанию, 7,6 млрд крон — на Францию, 5,6 млрд крон — на Италию, 5,6 млрд крон — на Китай, 5,5 млрд крон — на Польшу, 5,5 млрд крон — на Швейцарию, 5,2 млрд крон — на Японию, 4,8 млрд крон — на Великобританию, на Норвегию всего 273 млн крон.